# Реформатський Олександр Олександрович
Олекса́ндр Олекса́ндрович Реформа́тський  (*16 (29 жовтня 1900, Москва — †3 травня 1978, Москва) — російський лінгвіст, доктор філологічних наук (1962, без захисту дисертації), професор (з 1962), один з представників Московської фонологічної школи. Праці з фонології, транскрипції, графіці і орфографії, морфології, семіотиці, термінознавству, історії лінгвістики. Автор класичного підручника «Вступ до мовознавства» (перше видання 1947).

## Біографія
Народився в сім'ї професора хімії. Закінчив історико-філологічний факультет Московського університету (1923), вчився в Д. Н. Ушакова. Працював коректором і редактором у видавництвах; викладав у ряді вищів Москви, у тому числі в Московському міському педінституті, в Літературному інституті і в МГУ, де створив Лабораторію експериментальної фонетики. З 1950 р. — в Інституті мовознавства АН СРСР, завідувач сектору структурної і прикладної лінгвістики (1958—1970), де під його керівництвом працювали І. А. Мельчук, Р. М. Фрумкіна, В. А. Виноградов і ін. відомі лінгвісти.

## Внесок в науку
Ранні роботи по теорії літератури відмічені впливом поглядів ОПОЯЗа, до представників якого О. О. Реформатський був близький. У монографії «Технічна редакція книги» (1933), вміст якої набагато ширший за назву, висловлені багато в чому новаторські погляди на семіотику друкарського тексту. З середини 1930-х рр. багато займається фонологією; один із засновників Московської фонологічної школи і активний пропагандист її концепції. Найповніше фонологічні погляди О. О. Реформатського викладені у виданій ним хрестоматії «З історії вітчизняної фонології» (1970) і в збірці з характерною для його наукового стилю назвою «Фонологічні етюди» (1975).
Наукова спадщина О. О. Реформатського різноманітна, але порівняно невелика, він належав до того типу дослідників, яким висловити ідею було цікавіше, ніж детально розробляти її. У історії російської лінгвістики він залишився перш за все як автор живо написаного і такого, що багато разів перевидавався підручника (особливо популярного в нелінгвістів) і як яскрава особа, темпераментний полеміст, творець особливої творчої атмосфери, в якій сформувалася безліч прямих і непрямих учнів О. О. Реформатського.
Особистість Реформатського відбита в численних мемуарах його учнів і колег і його дружини Н. І. Ільїної.
Основні статті О. О. Реформатського зібрані в посмертній збірці: А. А. Реформатский. Лингвистика и поэтика. М.,1987.

## Праці
- Агглютинация и фузия как две тенденции грамматического строения слова — Аглютинація і фузія як дві тенденції граматичної структури слова
- Число и грамматика. — Число і граматика
- О сопоставительном методе — Про порівняльний метод
- Принципы синхронного описания языка — Принципи синхронного опису мови